# جون وارن ديفيس
جون وارن ديفيس (بالإنجليزية: John Warren Davis)‏ (و. 1867 – 1945 م)هو محامي، وقاضي، وسياسي من الولايات المتحدة الأمريكية . تولى منصب عضو مجلس ولاية جيرسي .
وهو عضو في الحزب الديمقراطي الأمريكي .

## التعليم
تعلم في جامعة شيكاغو.